# Citrus myrtifolia
Citrus myrtifolia, popularmente denominado naranjo moruno en España y chinotto en Italia, es un árbol perteneciente al grupo de los cítricos y procedente de China. Durante un tiempo ha sido considerado como una variedad de naranjo amargo y denominado Citrus aurantium L. var myrtifolium, sin embargo debido a las numerosas diferencias entre ambos, actualmente se considera una especie independiente con el nombre de Citrus myrtifolia.
El árbol es de pequeño tamaño y no suele sobrepasar los 4 metros de altura. Crece con lentitud y generalmente se propaga en jardinería mediante injertos. Tiene hojas pequeñas lanceoladas, simples, alternas, coriáceas y levemente onduladas que recuerdan a las del Myrtus communis o arrayán, las flores son blancas muy olorosas y abundantes. Los frutos son pequeños, amarillos o anaranjados y persisten varios meses en la planta.
El fruto comestible se parece mucho a la naranja (Citrus sinensis) en color y forma, pero es mucho más pequeño, siendo aproximadamente del tamaño de una aceituna grande. El quinoto es un cítrico bastante resistente al frío.

## Etimología
El nombre inglés "kumquat" deriva del cantonés kamkwat (en chino, 金橘; pinyin, jīnjú; jyutping, gām gwāt; literalmente, ‘naranja mandarina dorada’).

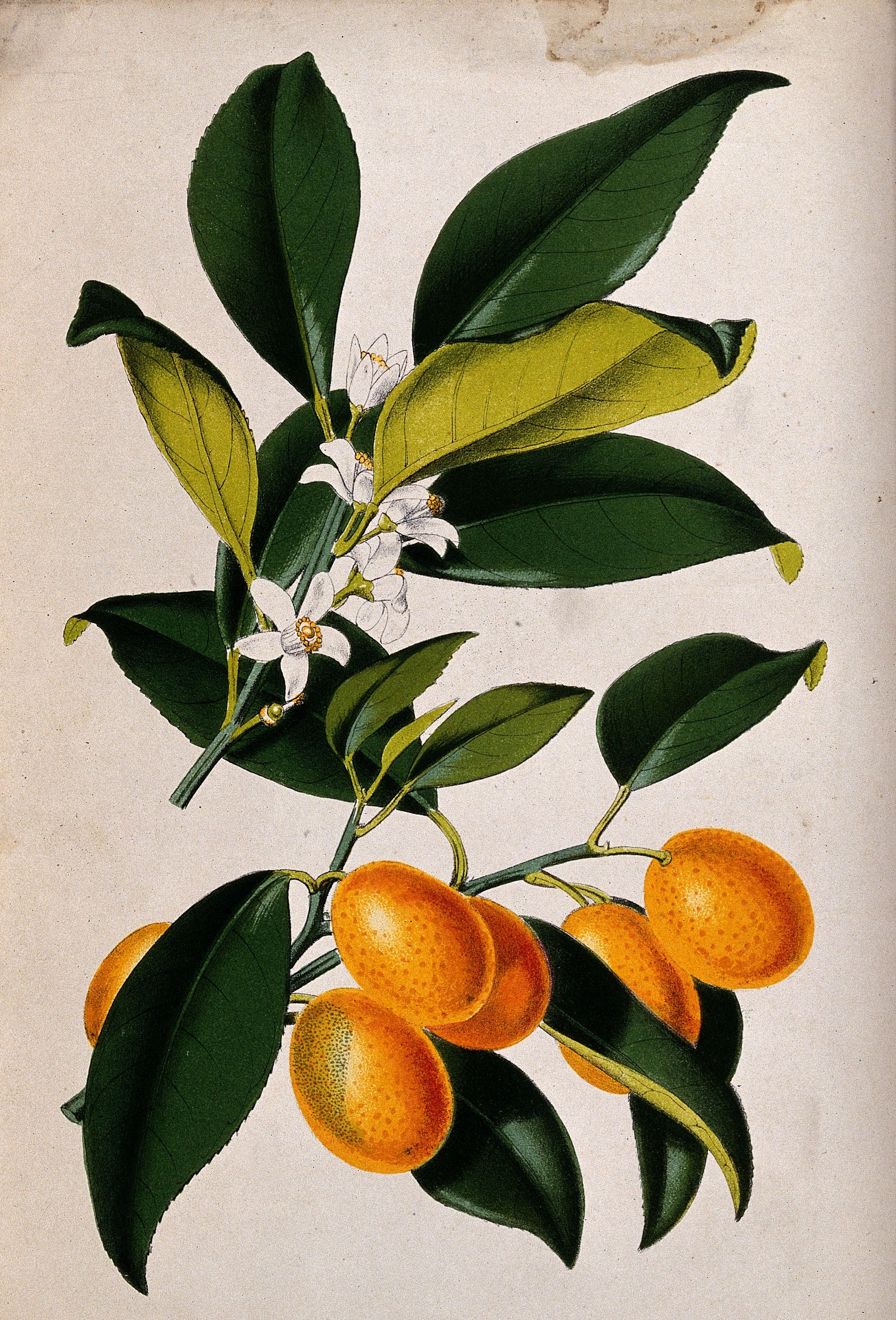
Ilustración de Walter Hood Fitch de alrededor de 1876 de Citrus japonica.

## Distribución geográfica
El árbol crece hasta tres metros de altura y se encuentra en varias regiones de Italia (Liguria, especialmente en Savona donde se introdujo y donde se inició el consumo de la popular bebida italiana, Toscana, Sicilia y Calabria) y Francia. (Riviera francesa).
Citrus myrtifolia a veces se planta en jardines. Debido a su tamaño compacto, también se puede plantar en una maceta u otro recipiente.

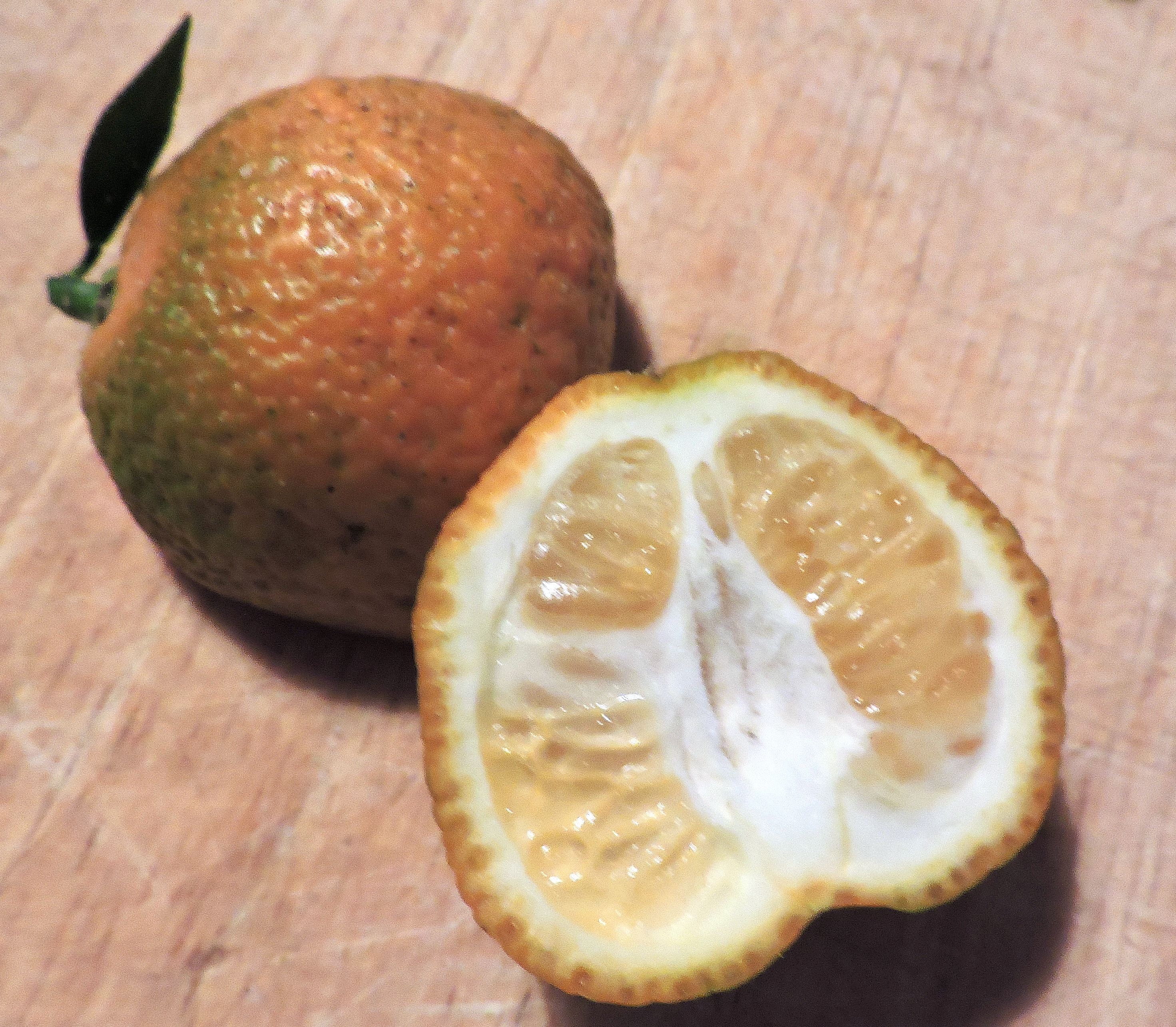
Un kumquat abierto en sección (Sicilia).

## Origen
En italiano el chinotto debe su nombre a China, lugar de donde habría sido importado a finales del siglo XVI o principios del siglo XVII por alguien de Livorno o Savona. Sin embargo, según algunos investigadores, la planta se originaría en el Mar Mediterráneo, donde se habría desarrollado a raíz de una mutación de la yema de una naranja amarga. En este caso el nombre en italiano solo podría significar que es una fruta de "tipo chino". Actualmente, no hay noticias sobre ningún tipo de cultivo de chinotto en los países de Asia. Fuera de Italia (Liguria, Toscana, Sicilia y Calabria), su presencia se limita a la Costa Azul francesa.

## Uso
La planta produce pequeños frutos amargos, tradicionalmente utilizados para producir mermeladas, fruta confitada y jarabes.
En Europa era tradicional, a finales de 1800 y hasta 1918, (la llamada Belle époque), un uso extensivo de frutos inmaduros (1-2,5 cm de diámetro), parcialmente tratados para reducir el sabor amargo y el jarabe en soluciones azucaradas; se consumían junto con bebidas alcohólicas (como los vinos con absenta), como aperitivo. El producto enlatado sigue a la venta. Los frutos, de los que hubo cultivos extensos en Italia (principalmente en la Riviera de Liguria), se exportaron a varios países europeos.
El zumo de quinoto es un componente de muchas bebidas digestivas y amargas. Sin embargo, la mayor parte se utiliza para la producción de la bebida del mismo nombre, conocida en Italia como  chinotto y en Malta como  kinnie . El quinoto también es un componente esencial de la bebida amarga italiana Amaro, de algunos  digestivos y del popular licor Campari.

## Sinónimos

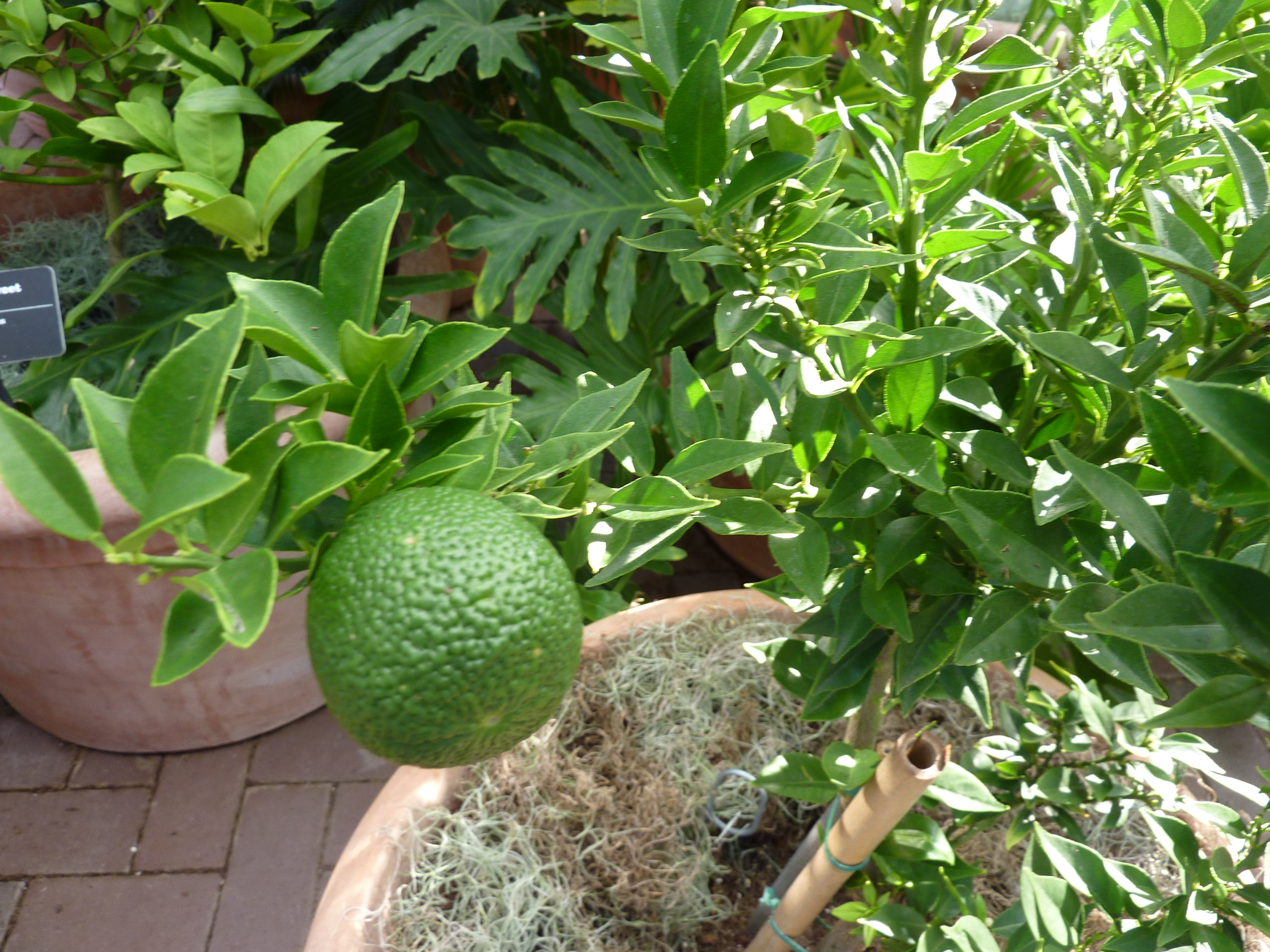
Un Chinotto, una pequeña naranja myrtifolia ácida, en la Linnean House del Missouri Botanical Garden.

- Citrus aurantium var. myrtifolia Ker-Gawl. in Bot. Reg. vol. 4, t. 346, in textu. 1818.
- Citrus pumila Marc. in Izv. Sochin. Obl. Sukhum. Stants. vol. 2. 1921.

## Variedades
Hodgson nombra cuatro variedades diferentes:
- Boxwood Leaf Chinotto ('Chinois à Feuilles de Buis') - hojas no acuminadas sino redondeadas, arbusto menos enano
- Crispifolia - relativamente grande, hojas onduladas
- Large Chinotto - hojas puntiagudas relativamente grandes, cosecha abundante
- Dwarf Chinotto - arbustos muy pequeños, floríferos, de porte variable

## Bibliografía

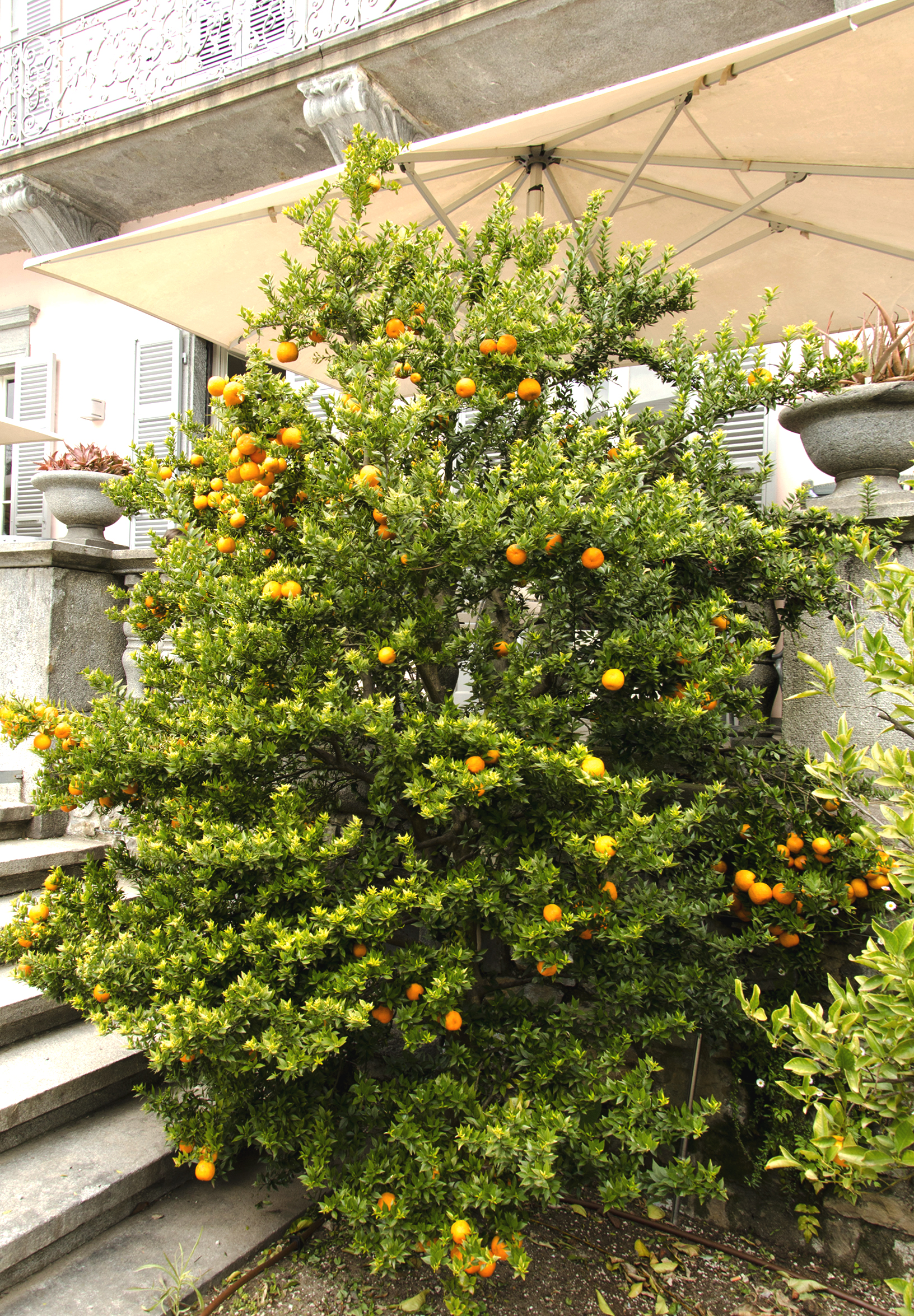
Un Citrus myrtifolia en la Isla de Brissago, Suiza